# Hamilton Pool Preserve
Hamilton Pool Preserve est une piscine naturelle qui s'est créée lors de l'effondrement du dôme d'une rivière souterraine en raison de l'érosion s'étendant sur plusieurs milliers d'années. 
La piscine est située à environ 37 km à l'ouest d'Austin, au Texas, près de l'autoroute  71 (en). 
Depuis les années 1960, le site est un lieu de baignade estival prisé des visiteurs et des résidents d'Austin. Le site de l'Hamilton Pool Preserve inclus 0,94 km2 d'habitat naturel protégé et comprend un bassin vert jade dans lequel se jette une cascade haute de 15 mètres.